# Ingenieurpsychologie
Die Ingenieurpsychologie ist ein Teilgebiet der angewandten Psychologie, welches menschliches Erleben und Verhalten im Bezug auf den Umgang mit technischen Systemen behandelt. 
Es handelt sich hierbei um ein Teilgebiet der Arbeitspsychologie, bei dem es darum geht, Wissen über typische menschliche Fähigkeiten und Begrenzungen bezüglich Informationsaufnahme und Informationsverarbeitung so in den Entwurf technischer Systeme einzubringen, dass ein möglichst effizientes Gesamtsystem Mensch-Maschine entsteht. Hierbei spielt die Kognitionspsychologie bzw. eine als eine kognitive Tätigkeitstheorie verstandene Arbeitspsychologie methodisch eine wesentliche Rolle.

## Thematik
Themen der Ingenieurpsychologie sind Systemzuverlässigkeit, Menschlicher Fehler und Zuverlässigkeit, Information und Kommunikation, Problemlösen, Informationstechniken, Entscheiden, arbeitsplatzbezogene Qualifizierung, Steuerung und Überwachung industrieller Prozesse, Fahrzeugführung, Mensch-Maschine-System und Usability. 
Die Relevanz der Ingenieurpsychologie besteht darin, einen Beitrag zum Verständnis der rasanten Veränderung der menschlichen Arbeitsprozesse im Zeitalter der flexiblen Automation und rechnergestützten weltweiten Kommunikation zu leisten und diesbezüglich Gestaltungsoptionen aufzuzeigen. Diesen Anspruch teilt die Ingenieurpsychologie mit der Arbeitswissenschaft, der Softwareergonomie und anderen begrifflichen Zugängen zur gegebenen Thematik wie Mensch-Rechner-Interaktion, Usability und Kognitive Ergonomie.
Ingenieurpsychologen analysieren, entwickeln und implementieren Produkte und sozio-technische Systeme. Sie gestalten die Interaktion zwischen Mensch und Maschine. Durch ihr Wissen um den Menschen, dessen Verhalten und kognitive Fähigkeiten machen sie Technik intuitiv. Ingenieurpsychologen sorgen für eine hohe Gebrauchstauglichkeit (engl. Usability), Sicherheit und Akzeptanz von Produkten und sind in allen technischen Branchen, der IT, der Medizintechnik oder in der Sport- und Freizeitartikelbranche gefragt, zum Beispiel in folgenden Bereichen:
- Produktgestaltung und -entwicklung
- Interaktionsdesign
- Produkt- und Projektmanagement
- Empirische Forschung und Methodenentwicklung
- Mitarbeit in interdisziplinären Teams
- Beratung, Dienstleistung und Schulungen.

## Ausbildung
Ingenieurpsychologie kann als Bachelor-Studium am Hochschulcampus Tuttlingen der Hochschule Furtwangen und an der Hochschule für angewandte Wissenschaften Landshut belegt werden. Das siebensemestrige Ingenieurpsychologie-Studium kombiniert die Disziplinen Technik und Psychologie. Die Technische Universität Dresden bietet zudem im Bachelor- und Masterstudiengang Psychologie verschiedene Module zur Ingenieurpsychologie an. Auch die TU Berlin und die TU Chemnitz bieten mit dem Masterstudiengang Human Factors eine Ausbildung im Bereich Ingenieurpsychologie an.